# Estripador de Lisboa
O Estripador de Lisboa foi o nome dado pela polícia e pela imprensa portuguesa ao assassino em série de três mulheres nos arredores de Lisboa, capital de Portugal, entre 1992 e 1993.
Há uma forte suspeita de que o Estripador de Lisboa também tenha sido responsável por outros dois crimes semelhantes na mesma região em 1990, o que poderia estender o período da sua atividade criminosa para três anos, de 1990 a 1993.
Em 2011, José Pedro Guedes, de 46 anos, afirmou ser o autor dos homicídios atribuídos ao Estripador de Lisboa, chegando a revelar detalhes dos crimes ao jornal Sol antes de ser detido. No entanto, a sua confissão revelou-se falsa, tratando-se de uma brincadeira de mau gosto.

## Crimes
A primeira vítima foi Maria Valentina, de 22 anos, conhecida como "Tina", que foi encontrada na manhã do dia 31 de julho de 1992, atrás de um barracão, num pinhal na Póvoa de Santo Adrião. Ela levou golpes de faca entre o tórax e a barriga, foi estrangulada, esventrada, cortada e teve os órgãos internos removidos: coração, partes do fígado, intestinos e a genitália. Maria estava deitada numa poça de sangue.
A segunda vítima foi Maria Fernanda, de 24 anos, também encontrada atrás de um barracão — desta vez no estaleiro das obras da ponte ferroviária — por trabalhadores, perto da Estação Entre Campos, na manhã de 2 de janeiro de 1993. Foi também agredida, esventrada, cortada e teve os mesmos órgãos da primeira vítima removidos (coração, partes do fígado, intestinos e a genitália), mas, desta vez, teve também os seios removidos.
A terceira e última vítima foi Maria João, de 27 anos, encontrada em 15 de março de 1993, a cem metros do local da primeira vítima, na Póvoa de Santo Adrião. Tal como as vítimas anteriores, ela foi estrangulada, esventrada e cortada, mas, desta vez, quase todos os órgãos foram removidos, incluindo o pulmão inteiro da vítima.

## Investigações

### Início
Na data do primeiro crime em 31 de Julho de 1992, o serviço de prevenção da Secção de Homicídios recebeu a chamada "entre tantas outras" no país. Os integrantes da Polícia Judiciária (PJ) ficaram comovidos com o modo como Maria Valentina foi morta com crueldade. O cadáver seguiu para os exames periciais e o médico-legista José Sombreireiro nunca vira tal coisa, entre 40 mil autópsias nos 30 anos de experiência. Na investigação da PJ, ela era prostituta e toxicodependente, conhecida desde infância e apelidada de "Tina". Durante o ano de 1992, surgiram telefonemas, muitas cartas anónimas foram enviadas e tudo foi investigado, mas mesmo assim faltavam provas, até o segundo crime.
Em 2 de janeiro do ano seguinte, o estripador voltou a atacar. Desta vez a segunda vítima do assassino foi Maria Fernanda, que foi encontrada por trabalhadores das obras da ponte ferroviária. Toda uma brigada da polícia foi mobilizada, mas ninguém teve dúvidas de que se tratava do mesmo autor do primeiro crime: o corpo retalhado, os mesmos órgãos retirados e o local encontrado. Mas desta vez, o assassino cortou e removeu os seios da vítima no barracão do estaleiro em Entrecampos. Na investigação da PJ, ela era prostituta e toxicodependente, exatamente como a primeira vítima.

### Polícia Judiciária (PJ)
A Polícia Judiciária (PJ) assumiu o caso em 3 de janeiro de 1993, após a morte de Maria Fernanda. Durante a investigação, foram examinados o passado das vítimas, ambas envolvidas com prostituiçao e dependência de drogas. A equipe de investigação contou com seis homens trabalhando ininterruptamentes, com apoio ocasional do departamento de combate ao tráfico de drogas, que cedia agentes da brigada de vigilância para operações noturnas.
"Seguiram-se pistas entre Lisboa e Cascais, foram ouvidas várias pessoas ligadas ao passado delas, mas tudo informalmente, sem indícios suficientes para prender ou sequer interrogar alguém.", lamentou o coordenador João de Sousa. A PJ sabia que os assassinos em série (ou serial killers) voltam a matar e corriam contra o tempo, mas faltavam pistas para prender o acusado.
Em 15 de março, aconteceu o que a PJ temia: o estripador voltou a atacar e a terceira vítima do assassino foi a Maria João. A terceira vítima foi mutilada da mesma forma que Fernanda e encontrada a cem metros do local que foi encontrado o corpo de Valentina, mas todos os órgãos removidos. A PJ investigou o passado de Maria João e era mais uma prostituta e toxicodependente, como as outras vítimas.

### Depois de 1993
Apesar das investigações, apontando os três crimes semelhantes, não houve crimes contra prostitutas nos meses e anos que se seguiram. Apesar das evidências dos crimes, poucas ou nenhumas provas foram encontradas no local: nenhum sangue (exceto o das vítimas), cabelos, pegadas ou pedaços de luvas do estripador. A polícia tinha alguns suspeitos, mas nenhuma prova contra eles.

## Perfil

### Vítimas
Todas as vítimas eram jovens, baixas, morenas, prostitutas, toxicodependentes, seropositivas e, inclusive elas têm os mesmos nomes iniciais de "Maria", foram rasgadas com um objecto afiado que não era faca, possivelmente bisturi.
Maria Valentina, mais conhecida como "Tina", era prostituta de 22 anos, frequentava a zona das Avenidas Novas sobretudo as avenidas Defensores de Chaves e 5 de Outubro.
Maria Fernanda era prostituta de 24 anos e frequentava habitualmente apenas em Entrecampos.
Maria João era prostituta de 27 anos, era residente em Santo António dos Cavaleiros e morava sozinha com dois gatos, era companheira de "Tina", a primeira vítima.

### Estripador
Segundo o médico-legista José Sombreireiro, da época dos crimes, o perfil do Estripador encaixa num solitário, sem relações com as vítimas e acima de qualquer suspeita. Sem erros, o estripador nunca foi apanhado e os crimes deste criminoso podem ser considerados crimes perfeitos.
Segundo José Sombreireiro, elas estavam vivas quando foram esventradas, apenas inconscientes devido a fortes pancadas na cabeça, praticadas pelo estripador, que arrancou o coração, fígado e pulmões. Demorou-se junto delas, mas nem assim deixou vestígios. Mantinha os rostos das vítimas intactos e nunca limpou o sangue. Os três crimes foram cometidos de noite (provavelmente na madrugada, o que explica a ausência de testemunhas).

## Outros crimes
Após os três crimes, subsequentemente, as investigações da PJ apontaram semelhanças com outros crimes em 1990, na mesma região, quando outras duas mulheres, também prostitutas, foram assassinadas e os corpos foram encontrados com semelhanças do "Estripador de Lisboa".
Em Março de 1993, dois agentes do Federal Bureau of Investigation (FBI) estiveram em Lisboa, após o terceiro homicídio. Traziam fotos e relatórios sobre crimes idênticos de New Bedford (cidade localizada no Estado de Massachusetts, nos Estados Unidos) em 1988, onde existe a maior comunidade portuguesa dos EUA à PJ. O FBI relacionou os crimes do estripador com mortes semelhantes naquela cidade americana, pois ele poderia ter sido assassino em série activo naquela cidade. Para o FBI, a teoria é que ele seja membro da comunidade portuguesa de New Bedford, que deixara a cidade e o país para Portugal, donde voltou ao trabalho após chegar ao país nativo. Alguns dias depois, a PJ prendeu um suspeito, mas foi logo solto por falta de provas. Mas em Portugal, os corpos das vítimas foram brutalmente mutilados e isso não aconteceu em New Bedford (pois só foram encontrados meses depois), pois os dois agentes do FBI retornaram aos EUA, sem que nenhuma ligação dos crimes de 1988 jamais foram confirmados e a identidade do assassino nos Estados Unidos permanece desconhecido.
Entre 1993 a 1997, houve também quatro crimes semelhantes em quatro países europeus: Países Baixos, Chéquia, Dinamarca e Bélgica. As autoridades europeias suspeitam que o serial killer de Lisboa pode ter se tornado motorista de camião de longo curso. Isto permanece como especulação, pois nenhum dos assassinatos dos quatro países europeus foram resolvidos.

## Prescrições
Em 2005, os crimes contra as duas prostitutas em 1990 prescreveram. No entanto, posteriormente as investigações da PJ concluíram que há semelhanças com os crimes, mas só encontraram evidências: apenas três crimes de 1992 a 1993 são realmente praticadas pelo mesmo criminoso.
Em 31 de julho de 2007, o primeiro crime prescreveu. O mesmo ocorreu com outros dois crimes: o segundo crime em 2 de janeiro de 2008, e o terceiro e último crime em 15 de março de 2008.
Mesmo que o assassino seja descoberto, não poderá ser processado ou julgado e muito menos preso, pois pelo Código Penal de Portugal, qualquer um dos crimes ocorridos, prescreve em 15 anos e a pena é até 25 anos.[carece de fontes?]

## Prisão em 2011
No dia 30 de novembro de 2011, vieram notícias a público que a PJ (Polícia Judiciária) reabriu caso do "Estripador de Lisboa". A reabertura aconteceu após a tentativa dum jovem participar no concurso de televisão chamado "A Casa dos Segredos". O jovem ao apresentar-se à produção do programa a dizer que poderia revelar a verdadeira identidade do assassino de Lisboa, acabou por denunciar o próprio pai José Guedes, de 46 anos, ex-trabalhador da construção civil que vivia em Matosinhos e que estaria a trabalhar em Lisboa no momento.
Em 1 de dezembro, a história também foi revelada à imprensa pela jornalista Felícia Cabrita, do jornal "Sol" que havia a realizar investigação sobre o assunto que levou à prisão deste homem quase uma semana atrás sobre o 23 de novembro. José Guedes confessou a ela, os assassinatos numa entrevista filmada à Sra. Cabrita antes de ser detido, embora não assumindo as mortes dessas três mulheres em 1992. Ele confessou mais dois crimes, de janeiro de 2000 e de 2004, em Portugal e Alemanha (quando era emigrante).
No entanto, o juiz decidiu inicialmente pela prisão preventiva devido ao SMS para o telemóvel da jornalista do "Sol" onde ele ameaçou matar mais outra prostituta. Posteriores investigações decorrentes da comparação das provas encontradas no local vieram a confirmar as suspeitas de alguns veteranos da Polícia Judiciária de que não se estaria na presença do verdadeiro "Estripador de Lisboa". A prisão preventiva decretada pelo juiz ainda se mantém, não porque ainda se presuma que seja ele o "Estripador de Lisboa", mas pela suspeita de que possa ser o autor da morte de Filipa Ferreira ocorrido em Aveiro, muito embora não haja ainda dados que corroborem esta tese. Segundo notícia do Jornal "Correio da Manhã" publicada no dia 11 de janeiro de 2012, José Guedes não é o "Estripador de Lisboa". A Polícia Judiciária comparou a impressão palmar encontrada num pacote de leite com sangue junto ao cadáver da terceira vítima, Maria João — assassinada em Loures a 15 de março de 1993 — e chegou à conclusão de que afinal o operário de construção civil mentiu. A impressão da mão não é igual à de José Guedes, que, entretanto continua preso na cadeia de Aveiro, dado que a sua prisão se baseia nas suspeitas de que, em 2000, matou Filipa Ferreira, em Cacia. A comparação terá sido feita recentemente. Nunca teria efeitos legais, visto que que os crimes do estripador já prescreveram. No entanto, seria importante para que os inspectores atestassem a credibilidade do detido, que numa entrevista ao semanário ‘Sol' disse ser o responsável pela morte das três prostitutas da zona de Lisboa e chegou a entregar alguns diários onde descrevia o que aconteceu. Em 1993, quando a Polícia Judiciária descobriu a impressão de uma mão no pacote de leite, chegou a ser muito discutido entre os inspectores se o vestígio tinha qualidade para uma futura comparação. A impressão palmar acabou por ser incluída no processo por se considerar que era possível ser usada para comparação caso surgissem suspeitos. A versão de José Guedes levantou desde o início dúvidas à PJ, em especial a alguns históricos, que nunca acreditaram estar perante o serial killer. O facto de o operário de construção civil não possuir carro próprio provocou também alguma estranheza às autoridades. José Guedes disse a uma jornalista do "Sol" que ia para Lisboa de boleia com colegas, com quem trabalhava em Alenquer, e que após cometer os crimes voltava sempre no último autocarro, que partia às 00h35. Ora tal não é compatível com o horário que a Polícia Judiciária tem para o último crime: uma prostituta garante que ouviu a vítima gritar por volta da 01h00. Por desvendar continua a morte de Filipa Ferreira. Neste caso, os vestígios recolhidos na altura (2000) de nada servem, pois estão contaminados. No entanto, como ficou por apurar o envolvimento ou não do senhor José Guedes no caso do homicídio da senhorita Filipa Ferreira, as autoridades optaram por mantê-lo em prisão preventiva, estando, portanto, o nome dele dissociado deste caso, o que o confirma como não sendo o "Estripador de Lisboa".

## Comparações

### Jack, o Estripador
Os crimes atribuídos ao "Estripador de Lisboa" foram comparados ao famoso Jack, o Estripador (em inglês, Jack the Ripper) outro assassino em série não identificado e nunca preso, que agiu no miserável distrito de Whitechapel, em Londres (capital do Reino Unido) em 1888, também conhecido como Estripador de Londres (em inglês, London Ripper). O nome foi tirado de uma carta, enviada à Agência Central de Notícias de Londres por alguém que se dizia o criminoso.

### Ficção portuguesa baseada no caso
Em 2024, C. A. Afonso o livro "Mulheres sem infância", que relata os casos do estripador de Lisboa e do trabalho desenvolvido pelas equipas da Polícia Judiciária. Este romance de ficção é baseado em factos reais. O livro foi apresentado na sede nacional da Polícia Judiciária pelo Diretor Nacional Dr Luís Neves e pelo Juiz Conselheiro Jubilado Dr. Marques Vidal. https://www.mdb.pt/index.php/noticia/novo-livro-de-c-afonso-mulheres-sem-infancia-e-um-romance-que-tem-por-cenario-o-caso-do
Em 1996, Francisco Moita Flores escreveu o guião para uma série, Polícias, a qual retratava uma brigada da Polícia Judiciária que tinha como principal objectivo investigar mortes causadas por um estripador semelhante.
O primeiro episódio da série Cidade Despida, série que relatava o dia a dia de uma brigada da PJ, da autoria de Pedro Lopes, e exibida em 2010 na RTP1, também relatou um caso baseado no modus operandi deste estripador. O único traço que desvia da realidade é que nesta adaptação, o criminoso foi capturado.